# Стефан Вуль
Стефа́н Вуль (фр. Stefan Wul, справжнє ім'я — П'єр Пейро́ (фр. Pierre Pairault); 27 березня 1922, Париж — 26 листопада 2003) — французький письменник-фантаст та лікар-стоматолог. Також відомий творами детективної прози.

## Біографія
Стефан Вуль, справжнє ім'я якого П'єр Перо́, народився в 1922 році в Парижі, в наполовину пуатьєрській, наполовину бретонській родині. Він отримав класичну освіту в коледжі «Рокруа Сен-Леон», який успішно закінчив в 1940 році, отримавши диплом бакалавра філології. З дитинства П'єр мріяв стати професійним письменником і заробляти на життя своїми книжками. У десятирічному віці він взявся за роман про таємничу Сахару, у якому герої билися з дикими племенами войовничих туарегів і блукали по пустелі в пошуках загублених у пісках легендарних міст.
Після коледжу вступив до Університету, отримав вищу медичну освіту (1941—1945 р.р.), і все життя до пенсії в 1989 році, працював дантистом.
У 1948 році він одружився, і в 1952 році переїхав у сільську місцевість, в Нормандію.

## Творчість
З 1956-го по 1959 рік він написав і опублікував під псевдонімом «Стефан Вуль» 11 фантастичних романів, найпопулярнішими з яких вважаються «Храм Минулого», «Омс дюжинами», «Нюрк», «Пасинок Пердиди». Останній роман Вуля — «Ноо» — вийшов у 1977 році.
У своєму найвідомішому романі «Нюрк» (Niourk, 1957) Вуль описав, як світ після ядерної війни скотився до варварства. Головний герой-підліток шукає в цьому світі руїни легендарного міста Нюрка (Нью-Йорка). В романі автор описує затонулий світ.
Багатоплановий сюжет роману «Храм Минулого» (Le Temple du pass) (1958) побудований навколо робінзонади земної експедиції, потерпілої аварію на далекій планеті.

## Тематика
Більшість романів Вуля — це єдина класична космічна тема, батьком якої у Франції відтоді офіційно визнається їх автор. У присвяченому Вулю нарисі в одному з номерів журналу «Фантастика» («Fiction») критик Дені Філіп таким чином характеризує улюблені теми письменника: у книгах у Вуля «постійно присутні чудовиська, герої-одинаки борються проти всього світу, на одній і тій же сторінці карлики зустрічаються з велетнями, постійно розігруються всепланетні катаклізми…». Філіп підкреслює, що Вуль, незважаючи на досить просту манеру письма, уміє вразити читача яскравими, незабутніми образами. Погоджуючись з критиком, Вуль якось сказав в одному з інтерв'ю, що фарби, декорації захоплюють його набагато сильніше, ніж сам сюжет. Можна сказати, що Вуль зумів перемогти американських фантастів, граючи на їхньому полі, позаяк не стільки надихався їх ідеями (в протилежність Жерару Клейну і Мішелю Демюту), скільки заново винайти їх.
Твори Стефана Вуля, написані в пригодницькому ключі настільки читабельні, що і донині неодноразово перевидаються у Франції та інших країнах.

## Успіх
В кінці 1950-х Стефан Вуль став культовим письменником у франкомовних читачів. Деякі з його робіт використовуються як приклад для наслідування (шаблон) для багатьох сучасних популярних науково-фантастичних фільмів.
Перша ж його книга «Повернення до нуля» («Retour a zero») була відзначена Великою премією французької наукової фантастики. Інші романи, такі, як «Нюрк» («Niourk»), «Промені для Сидара» («Rayon pour Sidar»), «Храм минулого» («Le temple du passe») та інші з того часу неодноразово перевидавалися, а за книгами «Омі серією» («Oms en series») і «Пасинок Пердиди» («L» orphelin de Perdide") були поставлені стали культовими повнометражні фільми і мультфільми («Дика планета» і «Володарі часу»).

## Твори
- Inferno Mond («Retour à zéro»). Pabel Verlag, Rastatt 1960 (Utopia Zukunftsromane; 242).
- Niourk. Roman Gallimard, Paris 2001, ISBN 2-07-041953-3 (Nachdr. d. Ausg. Paris 1957).
- Rayons pour Sidar. Roman. Gallimard, Paris 2007, ISBN 978-2-07-034547-2 (Nachdr. d. Ausg. Paris 1957).
- La Peur Géante. Roman. Denoël, Paris 1997, ISBN 2-207-24735-X (Nachdr. d. Ausg. Paris 1957).
- Oms en Série. Roman. Gallimard, Paris 2000, ISBN 2-07-041560-0 (Nachdr. d. Ausg. Paris 1957).
- Le Temple du passé. Roman. Denoël, Paris 1996, ISBN 2-207-50577-4 (Nachdr. d. Ausg. Paris 1957).
- L'Orphelin de Perdide. Denoël, Paris 1993, ISBN 2-207-50536-7 (Nachdr. d. Ausg. Paris 1958).
- La Mort vivante. Presses Pocket, Paris 1979, ISBN 2-266-00628-2 (Nachdr. d. Ausg. Paris 1958).
- Piège sur Zarkass. Denoël, Paris 1996, ISBN 2-207-50576-6 (Nachdr. d. Ausg. Paris 1958).
- Terminus 1. Denoël, Paris 1994, ISBN 2-207-50570-7 (Nachdr. d. Ausg. Paris 1959).
- Odyssée sous contrôle. Denoël, Paris 1993, ISBN 2-207-50561-8 (Nachdr. d. Ausg. Paris 1959).
- Noô. Gallimard, Paris 2002, ISBN 2-07-042278-X (Nachdr. d. Ausg. Paris 1977).

## Екранізації
- Рене Лалу (режисер): Фантастична планета (дика планета)[3]1973 (за романом Oms en Série).
- Рене Лалу (режисер): Владики часу.[4] 1982 (за романом L orphelin ru Perdide).